# São Domingos (Santa Catarina)
Pour les articles homonymes, voir São Domingos et Domingos (homonymie).
São Domingos est une ville brésilienne de l'ouest de l'État de Santa Catarina.

## Géographie
São Domingos se situe par une latitude de 26° 33′ 29″ sud et par une longitude de 52° 31′ 54″ ouest, à une altitude de 635 mètres.
Sa population était de 9 496 habitants au recensement de 2010. La municipalité s'étend sur 384 km2.
Elle fait partie de la microrégion de Xanxerê, dans la mésorégion Ouest de Santa Catarina.

## Administration

### Liste des maires
Depuis son émancipation de la municipalité de Xaxim en 1962, São Domingos a successivement été dirigée par :
- Germano Griss – 1963
- Arlindo Barbiero – 1963 à 1969
- Saturnino Dadam – 1969 à 1973
- Germano Griss – 1973 à 1977
- Leoclides Bigolin – 1977 à 1983
- Abílio Vlademir Debortoli – 1983 à 1988
- Leoclides Bigolin – 1989 à 1992
- Deonilo Agostinho Pretto – 1993 à 1996
- Pedro Altair Neves – 1997 à 2000
- Deonilo Agostinho Pretto – 2000 à 2004
- Danuncio Adriano Bittencourt e Silva – 2005 à 2008
- Alcimar de Oliveira – 2009 à aujourd'hui

### Divisions administratives
La municipalité est constituée de deux districts :
- São Domingos (siège du pouvoir municipal)
- Maratá

## Villes voisines
São Domingos est voisine des municipalités (municípios) suivantes :
- Abelardo Luz
- Ipuaçu
- Entre Rios
- Quilombo
- Santiago do Sul
- Coronel Martins
- Galvão
- Mariópolis dans l'État du Paraná
- Clevelândia dans l'État du Paraná